# GeSbTe
GeSbTe (ゲルマニウム=アンチモン=テルルまたは GST) は、書き換え可能な光ディスクや相変化メモリ用途に使用されるカルコゲン化物ガラスのグループに属する相変化材料である。 再結晶化時間は20ナノ秒で、最大35メガビット/秒のビットレートでの書き込みと、最大106サイクルの直接上書き機能が可能である。ランド・グルーブ記録フォーマットに適する。書き換え可能DVDでよく使用される。nドープのGeSbTe半導体を用いると、新型の相変化メモリが生まれる可能性がある。合金の融点は約600°C (900K) で、結晶化温度は100～150°Cである。
書き込み中、材料は低強度のレーザー照射によって消去され、結晶状態に初期化される。材料は結晶化温度まで加熱されるが、融点までは加熱されず、結晶化する。情報は結晶相のスポットを短い (10ナノ秒未満) 高強度のレーザー・パルスで加熱することによって結晶相に書き込まれる; 材料は局所的に溶けて急速に冷却され、アモルファス相のままになる。アモルファス相は結晶相よりも反射率が低いため、結晶質を背景にデータは黒点として記録され得る。最近、新しい液体有機ゲルマニウム前駆体、イソブチルゲルマン (IBGe) やテトラキス(ジメチルアミノ)ゲルマン (TDMAGe) などが開発され、有機金属気相成長法 (MOCVD) によって、GeSbTeやその他の非常に高純度のカルコゲン化物膜を成長させるために、それぞれトリス=ジメチルアミノ・アンチモン (TDMASb) やジ=イソプロピル・テルライド (DIPTe) などのアンチモンとテルルの有機金属と組み合わせて使用される 。ジメチルアミノ・ゲルマニウム三塩化物 (DMAGeC) も、MOCVDによるGe堆積用の塩化物を含む優れたジメチルアミノ・ゲルマニウム前駆体として報告されている。

## 材料特性

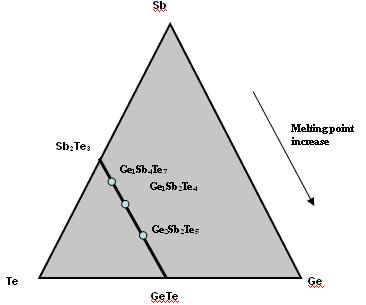
GeSbTe三元合金系の状態図

GeSbTeはゲルマニウム、アンチモン、テルルの三元化合物で、組成はGeTe-Sb2Te3である。GeSbTe系では図に示すように、ほとんどの合金が、とある補助線の上に並ぶ。この補助線を下に進むと、Sb2Te3からGeTeに移行するにつれて、材料の融点とガラス転移温度が上昇し、結晶化速度が低下し、データ保持率が増加することがわかる。したがって、高いデータ転送速度を得るには、Sb2Te3などの結晶化速度が速い材料を使用する必要がある。この材料は活性化エネルギーが低いため不安定である。一方、GeTeのようなアモルファス安定性の良い材料は、活性化エネルギーが高いため、結晶化速度が遅くなる。安定状態では、GeSbTe結晶には2つの可能な構成があり: それは六方格子と準安定面心立方 (FCC) 格子である。しかし、急速に結晶化させると、歪んだ岩塩構造を持つことが判明した。GeSbTeのガラス転移温度は約100℃である。GeSbTeには特定のGeSbTe化合物に応じて20～25%の格子内に空孔欠陥が多数ある。したがって、Teには余分な孤立電子対があり、これはGeSbTeの特性の多くにとって重要である。GeSbTeでは結晶欠陥もよく見られ、これらの欠陥により、これらの化合物ではバンド構造のアーバッハ・テールが形成される。GeSbTeは一般にp型であり、トラップのようなアクセプタとドナーを説明するバンドギャップには多くの電子状態がある。GeSbTeには、結晶とアモルファスの2つの安定状態がある。高抵抗のアモルファス相から低抵抗の結晶相へのナノ時間スケールでの相変化機構とスレッショルド(閾値)スイッチングは、GeSbTeの最も重要な特性の2つである。

## 相変化メモリへの応用
相変化メモリがメモリとして役立つユニークな特性は、加熱または冷却すると可逆的な相変化を引き起こし、安定したアモルファス状態と結晶状態の間で切り替わることである。これらの合金はアモルファス状態「0」では高い抵抗を持ち、結晶状態「1」では半金属になる。アモルファス状態では、原子の原子配列は短く、自由電子密度は低い。この合金は高い抵抗率と活性化エネルギーを持っている。これは低い抵抗率と活性化エネルギー、長距離の原子配列および高い自由電子密度を有する結晶状態とは区別される。相変化メモリで使用される場合、材料が融点に達し、急速に急冷されて材料が結晶相からアモルファス相に変化するような、短く高振幅の電気パルスの使用は、広くRESET電流と呼ばれ、比較的長い電気パルスの使用は、材料が結晶化点のみに到達し、結晶化するまでに一定の時間を与え、アモルファス相から結晶相への相変化を可能にするような低振幅の電気パルスは、SET電流として知られている。
初期のデバイスは速度が遅く、電力を消費し、大電流のために簡単に故障していた。そのため、SRAMやフラッシュメモリに取って代わられ成功しなかった。1980年代のことだが、ゲルマニウム=アンチモン=テルル (GeSbTe) の発見は、相変化メモリが機能するために必要な時間と電力が少なくなったことを意味した。これにより書き換え可能な光ディスクが成功し、相変化メモリへの新たな関心が生まれた。リソグラフィーの進歩はまた、相を変化させるGeSbTeの量が減少するにつれて、以前は過剰だったプログラミング電流が大幅に小さくなったことも意味する。
相変化メモリは、不揮発性、高速スイッチング速度、1013回を超える読み書きサイクルの高い耐久性、非破壊読み出し、直接上書き、10年以上の長いデータ保持時間など、理想に近いメモリ品質を数多く備える。磁気ランダムアクセスメモリ (MRAM) などの他の次世代不揮発性メモリと異なる1つの利点は、サイズが小さいほどパフォーマンスが向上するという、独自のスケーリング上の利点である。相変化メモリを拡張できる限界は、リソグラフィーによって(それゆえ)少なくとも45nmまでに制限される。したがって、これは商品化可能な超高記憶密度セルを実現するという最大の可能性をもたらす。
相変化メモリには多くの期待が寄せられているが、超高密度に達して商品化される前に、解決しなければならない特定の技術的な問題がまだいくつか残っている。相変化メモリの最も重要な課題は高密度集積化のためにプログラミング電流を最小MOSトランジスタ駆動電流と互換性のあるレベルまでに低減することである。現在、相変化メモリにおけるプログラミング電流はかなり高い。この高電流はトランジスタ側に高電流要件があるために、トランジスタよって供給される電流が十分ではないため、相変化メモリセルの記憶密度を制限する。したがって、相変化メモリの独特なスケーリングの利点を十分に活用することができない。

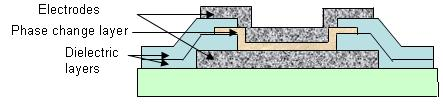
相変化メモリデバイスの典型的な構造を示す写真

典型的な相変化メモリデバイスの設計を示す。これには、上部電極、GST、GeSbTe層、BEC、下部電極、誘電体層などの層がある。プログラム可能なボリュームは、下部電極と接触するGeSbTeボリュームである。この部分はリソグラフィーで縮小できる部分である。デバイスの熱時定数も重要である。熱時定数はGeSbTeがRESET中にアモルファス状態に急速に冷却するのに十分な速さがある必要があるが、SET状態中に結晶化が発生するのに十分なほど遅くなければならない。熱時定数はセルの設計と材料によって異なる。読み取るには、低電流パルスがデバイスに印加される。 電流が小さいため材料は加熱されない。保存された情報はデバイスの抵抗を測定することによって読み出される。

## スレッショルド(閾値)スイッチング
閾値スイッチングは、GeSbTeが約56 V/umの閾値電界で高抵抗状態から導電状態に移行するときに発生する。これは電流-電圧 (IV) プロットから読み取れ、低電圧のアモルファス状態では、閾値電圧に達するまで電流が非常に低くなる。電圧がスナップバックした後、電流は急速に増加する。材料は現在、アモルファス「オン」状態にあり、材料はまだアモルファスであるが、擬似結晶電気状態にある。結晶状態では、IV特性はオーミックになる。閾値スイッチングが電気的プロセスなのか熱的プロセスなのかについては議論があった。閾値電圧での電流の指数関数的な増加は、インパクトイオン化やトンネリングなど、電圧とともに指数関数的に変化するキャリアの生成によるものに違いないという示唆があった。

## ナノ時間スケールの相変化
最近、GeSbTeの高速相変化を説明するために、相変化材料の材料分析に多くの研究が焦点を当てている。EXAFSを使用すると、結晶相のGeSbTeの場合に最も適合するモデルは歪んだ岩塩格子であり、アモルファス相の場合は四面体構造であることが判明した。歪んだ岩塩から四面体への構成の小さな変化は、主要な共有結合がそのままで弱い結合のみが切断されるため、ナノタイムスケールの相変化が可能であることを示唆している。
GeSbTeの最も可能性の高い結晶相およびアモルファス相の局所構造、結晶相GeSbTeの密度がアモルファス相GeSbTeよりも大きいのは10%未満であるという事実、およびアモルファス相と結晶相のGeSbTeの自由エネルギーはほぼ同じ大きさでなければならないという事実を用いて、密度汎関数理論シミュレーションから、最も安定なアモルファス状態はスピネル構造であり、基底状態のエネルギーがすべての可能な配置の中で最も低いため、Geが四面体位置を占め、SbとTeが八面体位置を占めるという仮説が立てられた。Car-Parrinello式分子動力学シミュレーションによって、この予想は理論的に確認された。

## 核形成と成長の支配性と優位性
もう1つの同様の材料はAgInSbTeである。線密度はより高くなるが、上書きサイクルは1～2桁低くなる。これは多くの場合、書き換え可能なCDなどグルーブのみの記録形式で使用される。AgInSbTeは成長が支配的な材料として知られており、GeSbTeは核生成が支配的な材料として知られている。GeSbTeでは、結晶化の核生成プロセスが長く、多数の小さな結晶核が形成され、その後、多数の小さな結晶が結合する短い成長プロセスが行われる。AgInSbTeでは、核形成段階で形成される核の数はわずかであり、これらの核はより長い成長段階で大きく成長し、最終的には1つの結晶を形成する。

## リファレンス
1. ↑  Deo V. Shenai, Ronald L. DiCarlo, Michael B. Power, Artashes Amamchyan, Randall J. Goyette, Egbert Woelk; Dicarlo; Power; Amamchyan; Goyette; Woelk (2007). “Safer alternative liquid germanium precursors for MOVPE”. Journal of Crystal Growth 298:  172–175. Bibcode: 2007JCrGr.298..172S. doi:10.1016/j.jcrysgro.2006.10.194.
2. ↑  Bosi, M.; Attolini, G.; Ferrari, C.; Frigeri, C.; Rimada Herrera, J.C.; Gombia, E.; Pelosi, C.; Peng, R.W. (2008). “MOVPE growth of homoepitaxial germanium”. Journal of Crystal Growth 310 (14):  3282. Bibcode: 2008JCrGr.310.3282B. doi:10.1016/j.jcrysgro.2008.04.009.
3. ↑  Attolini, G.; Bosi, M.; Musayeva, N.; Pelosi, C.; Ferrari, C.; Arumainathan, S.; Timò, G. (2008). “Homo and hetero epitaxy of Germanium using isobutylgermane”. Thin Solid Films 517 (1):  404–406. Bibcode: 2008TSF...517..404A. doi:10.1016/j.tsf.2008.08.137.
4. ↑  M. Longo, O. Salicio, C. Wiemer, R. Fallica, A. Molle, M. Fanciulli, C. Giesen, B. Seitzinger,P.K. Baumann, M. Heuken, S. Rushworth; Salicio; Wiemer; Fallica; Molle; Fanciulli; Giesen; Seitzinger et al. (2008). “Growth study of GexSbyTez deposited by MOCVD under nitrogen for non‐volatile memory applications”. Journal of Crystal Growth 310 (23):  5053–5057. Bibcode: 2008JCrGr.310.5053L. doi:10.1016/j.jcrysgro.2008.07.054.
5. ↑  A. Abrutis, V. Plausinaitiene, M. Skapas, C. Wiemer, O. Salicio, A. Pirovano, E. Varesi, S. Rushworth, W. Gawelda, J. Siegel; Plausinaitiene; Skapas; Wiemer; Salicio; Pirovano; Varesi; Rushworth et al. (2008). “Hot‐Wire Chemical Vapor Deposition of Chalcogenide Materials for Phase Change Memory Applications”. Chemistry of Materials 20 (11):  3557. doi:10.1021/cm8004584. hdl:10261/93002.
6. ↑  X. Shi; M. Schaekers; F. Leys; R. Loo; M. Caymax; R. Brus; C. Zhao; B. Lamare et al. (2006). “Germanium Precursors for Ge and SiGe Deposition”. ECS Transactions 3:  849. doi:10.1149/1.2355880.
7. ↑  Morales-Sánchez, E.; Prokhorov, E. F.; Mendoza-Galván, A.; González-Hernández, J. (2002-01-15). “Determination of the glass transition and nucleation temperatures in Ge2Sb2Te5 sputtered films”. Journal of Applied Physics (AIP Publishing) 91 (2):  697–702. Bibcode: 2002JAP....91..697M. doi:10.1063/1.1427146. ISSN 0021-8979.
8. ↑  Krebs, Daniel; Raoux, Simone; Rettner, Charles T.; Burr, Geoffrey W.; Salinga, Martin; Wuttig, Matthias (2009). “Threshold field of phase change memory materials measured using phase change bridge devices”. Applied Physics Letters 95 (8):  082101. Bibcode: 2009ApPhL..95h2101K. doi:10.1063/1.3210792.
9. ↑  Pirovano, A.; Lacaita, A.L.; Benvenuti, A.; Pellizzer, F.; Bez, R. (2004). “Electronic Switching in Phase-Change Memories”. IEEE Transactions on Electron Devices (Institute of Electrical and Electronics Engineers (IEEE)) 51 (3):  452–459. Bibcode: 2004ITED...51..452P. doi:10.1109/ted.2003.823243. ISSN 0018-9383.
10. ↑  Kolobov, Alexander V.; Fons, Paul; Frenkel, Anatoly I.; Ankudinov, Alexei L.; Tominaga, Junji; Uruga, Tomoya (2004-09-12). “Understanding the phase-change mechanism of rewritable optical media”. Nature Materials (Springer Nature) 3 (10):  703–708. Bibcode: 2004NatMa...3..703K. doi:10.1038/nmat1215. ISSN 1476-1122. PMID 15359344.
11. ↑  Wuttig, Matthias; Lüsebrink, Daniel; Wamwangi, Daniel; Wełnic, Wojciech; Gilleßen, Michael; Dronskowski, Richard (2006-12-17). “The role of vacancies and local distortions in the design of new phase-change materials”. Nature Materials (Springer Nature) 6 (2):  122–128. doi:10.1038/nmat1807. ISSN 1476-1122. PMID 17173032.
12. ↑  Caravati, Sebastiano; Bernasconi, Marco; Kühne, Thomas D.; Krack, Matthias; Parrinello, Michele (2007). “Coexistence of tetrahedral- and octahedral-like sites in amorphous phase change materials”. Applied Physics Letters 91 (17):  171906. arXiv:0708.1302. Bibcode: 2007ApPhL..91q1906C. doi:10.1063/1.2801626.
13. ↑  Coombs, J. H.; Jongenelis, A. P. J. M.; van Es‐Spiekman, W.; Jacobs, B. A. J. (1995-10-15). “Laser‐induced crystallization phenomena in GeTe‐based alloys. I. Characterization of nucleation and growth”. Journal of Applied Physics (AIP Publishing) 78 (8):  4906–4917. Bibcode: 1995JAP....78.4906C. doi:10.1063/1.359779. ISSN 0021-8979.
14. ↑  “DRAMやVRAMと同等の速度でデータを長期保存可能なユニバーサルメモリ実現に向けてゲルマニウム＆アンチモン＆テルルの化合物「GST467」が役立つことが明らかに - GIGAZINE”. gigazine.net (2024年2月14日). 2024年3月4日閲覧。
15. ↑  “メモリとストレージの性質を兼ね備える夢のデバイス「ユニバーサルメモリ」がついに実現か - GIGAZINE”. gigazine.net (2019年7月2日). 2024年3月4日閲覧。
16. ↑  “DVD・Blu-rayサイズの光学ディスクに数百TBのデータを保存可能な技術が誕生、ブランクディスク生産工程はDVDと互換性あり - GIGAZINE”. gigazine.net (2024年2月26日). 2024年3月2日閲覧。
17. ↑  Zhao, Miao; Wen, Jing; Hu, Qiao; Wei, Xunbin; Zhong, Yu-Wu; Ruan, Hao; Gu, Min (2024-02). “A 3D nanoscale optical disk memory with petabit capacity” (英語). Nature 626 (8000):  772–778. doi:10.1038/s41586-023-06980-y. ISSN 1476-4687.
18. ↑  “凝集誘起発光とは何か？その本質が明らかに 理論化学で発光現象を映画のように視覚的に再現”. 東京工業大学. 2024年3月2日閲覧。
19. ↑  “上海科技大学 | 中国の主要大学 | SciencePortal China”. spc.jst.go.jp. 2024年3月12日閲覧。
20. ↑  “相変化メモリ - STマイクロエレクトロニクス”.  STマイクロエレクトロニクス. 2024年3月7日閲覧。